# 363 (số)
363 (ba trăm sáu mươi ba) là một số tự nhiên ngay sau 362 và ngay trước 364.